# Liubcova, Caraș-Severin
Liubcova (sârbă Љупкова) este un sat în comuna Berzasca din județul Caraș-Severin, Banat, România.

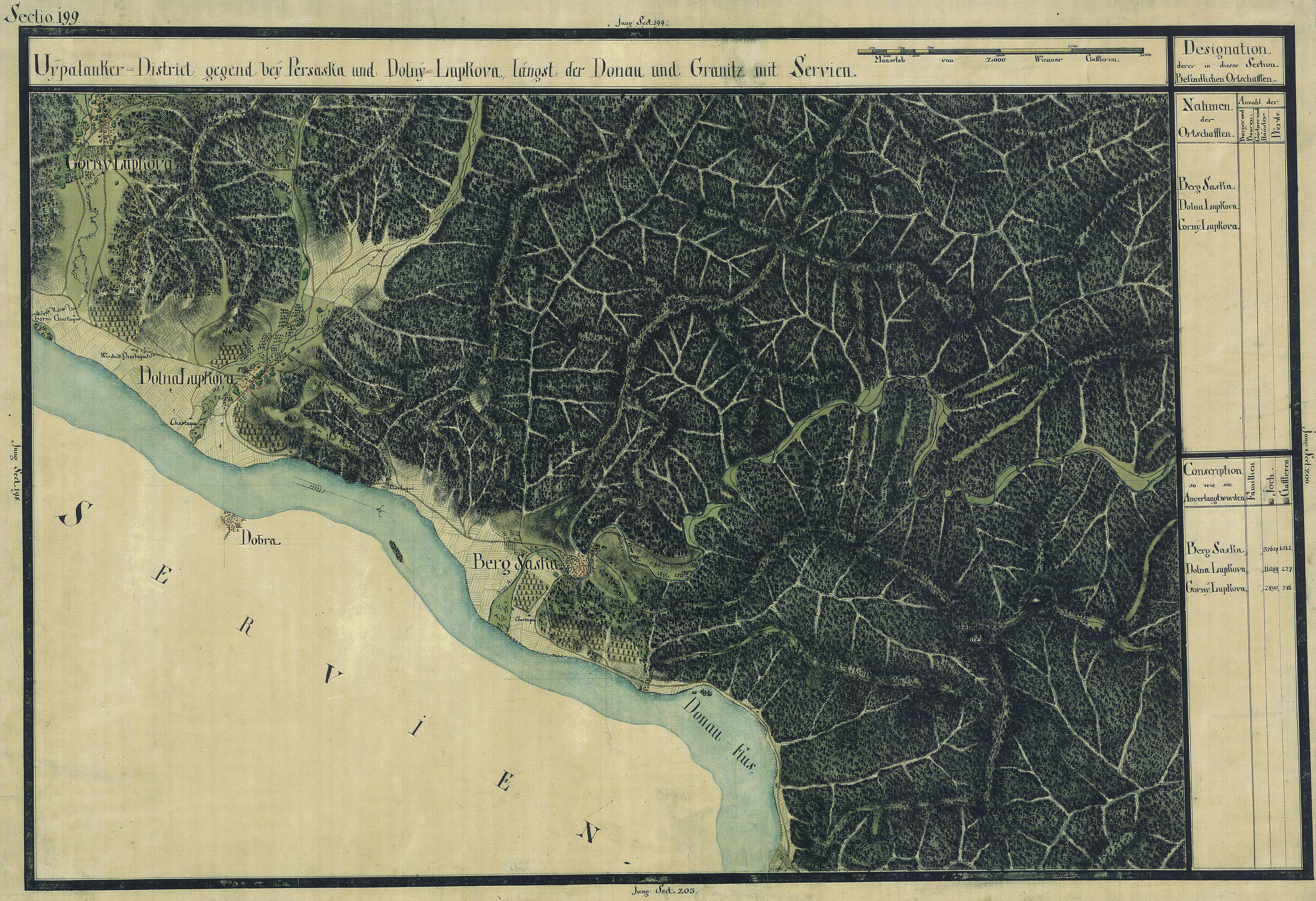
Liubcova în Harta Iosefină a Banatului, 1769-72